# Summer Tour -97
Summer Tour -97 er et opsamlingsalbum af den svenske sangskriver og musiker Eddie Meduza fra 1997. Albummet indeholder sange på engelsk og en instrumentel sang.

## Spor
Alle sange skrevet og komponeret af Errol Norstedt.
| 1. | "Highway Boogie"         | 03:01 |
| 2. | "Rocking In The Kitchen" | 02:36 |
| 3. | "I've Gotta Move"        | 03:04 |
| 4. | "Rockabilly Boogie"      | 02:57 |
| 5. | "Boogie-Woogie Man"      | 03:53 |

| 1. | "Someone Shot My Daddy (Blues For Money)" | 03:35 |
| 2. | "Blues In The Morning (Blues For Money)"  | 03:07 |
| 3. | "Fine Fine Baby (Blues For Money)"        | 03:05 |
| 4. | "Black Man Bottleneck Boogie"             | 03:10 |
| 5. | "Running Mice Boogie"                     | 01:55 |

## Sangenes oprindelse
- Spor 1 Side A: Radio Abonnerad.
- Spor 2 Side A: Radio Abonnerad.
- Spor 3 Side A: Radio Abonnerad.
- Spor 4 Side A: Rätt Sorts Råckenråll.
- Spor 5 Side A: Rätt Sorts Råckenråll.
- Spor 1 Side B: Dårarnas Julafton.
- Spor 2 Side B: Dårarnas Julafton.
- Spor 3 Side B: Originaltitel: "I'm Feeling Fine, Fine", Dårarnas Midsommarafton.
- Spor 4 Side B: Jubelidioterna.
- Spor 5 Side B:  Originaltitel: "Kukrunkarboogie", Jubelidioterna.